# Sheyi Ojo
Oluwaseyi Babajide „Sheyi“ Ojo (* 19. Juni 1997 in Hemel Hempstead) ist ein englisch-nigerianischer Fußballspieler, der als Flügelspieler antritt und zuletzt bei Cardiff City unter Vertrag stand.

## Karriere

### Vereinslaufbahn
Ojo startete seine Laufbahn im Juniorenbereich von Milton Keynes Dons, wechselte aber 2011 in die Juniorenmannschaft vom FC Liverpool. Dort blieb er bis 2015, ehe er in die Hauptmannschaft des Vereines integriert wurde. Dort fand er aber zunächst keine Möglichkeit für Einsätze und wurde deshalb zunächst an Wigan Athletic und dann an die Wolverhampton Wanderers ausgeliehen. Erst 2016 debütierte er für Liverpool; sein erster Einsatz war am 8. Januar 2016 im englischen Pokal gegen Exeter City. Bis Mitte 2017 wurde er insgesamt acht Mal eingesetzt, ehe Ojo wieder regelmäßig ausgeliehen wurde. So spielte er in den nächsten drei Spielzeiten für den englischen Zweitligisten FC Fulham, den französischen Erstligisten Stade Reims und den schottischen Erstligisten Glasgow Rangers. Bei allen drei Vereinen wurde er regelmäßig eingesetzt, hauptsächlich aber als Ersatzspieler.
Erst bei seiner nächsten Leihe zu Cardiff City in der Saison 2020/21 hatte er hauptsächlich einen Stammplatz in der Startplatz inne. Mit 41 Einsätzen in Ligaspielen gehörte er zu den Stammspielern des walisischen Vereines, der aber in Englands zweiter Liga antritt. Insgesamt gelangen Ojo auch fünf Tore, so viel wie in keiner Spielzeit zuvor. Nichtsdestotrotz kehrte er nach Saisonende wieder nach Liverpool zurück. Wenngleich es zunächst Gerüchte über einen Transfer zum deutschen Bundesligisten Bayer 04 Leverkusen gab, lieh ihn in Liverpool erneut aus, diesmal an den englischen Zweitligisten FC Millwall.
Mitte Juli 2022 wechselte Sheyi Ojo auf fester Vertragsbasis zu Cardiff City und unterschrieb beim in der zweiten englischen Liga spielenden Verein einen Zweijahresvertrag. Mitte August wurde er an den Erstdivisionär KV Kortrijk ausgeliehen. Dort bestritt er 30 von 35 möglichen Ligaspielen, in denen ein Tor schoss, und zwei Pokalspiele.
Eine weitere Ausleihe oder Verpflichtung seitens Kortrijks erfolgte nicht. Zugleich wurde sein Vertrag von Cardiff zum Saisonende nicht verlängert, so dass Ojo ab dem Beginn der Saison 2024/25 ohne Vertrag ist.

### Nationalmannschaft
Zwischen 2011 und 2017 wurde Ojo unregelmäßig für die englischen Junioren-Nationalmannschaften aufgestellt. Am meisten Spiele bestritt er für die U19-Mannschaft (unter anderem bei der U-19-Fußball-Europameisterschaft 2016) und für das U17-Team.